# Alfred Jodl
Alfred Josef Ferdinand Jodl, född 10 maj 1890 i Würzburg, död 16 oktober 1946 i Nürnberg, var en tysk militär; general av artilleriet 19 juli 1940, generalöverste 30 januari 1944. Under andra världskriget var Jodl chef för den tyska krigsmaktens operativa stab. Han var en av huvudstrategerna bakom planeringen av Operation Barbarossa, Nazitysklands anfall på Sovjetunionen 1941.
Efter andra världskriget ställdes Jodl inför rätta vid den Internationella militärtribunalen i Nürnberg. Han befanns vara skyldig till att bland annat ha undertecknat order om att allierade kommandosoldater skulle avrättas utan rättegång. Jodl dömdes till döden och avrättades genom hängning. Han frikändes postumt 1953 av en västtysk denazifieringsdomstol men frikännandet revs upp samma år.

## Biografi

### Tiden fram till andra världskriget
Alfred Jodl var son till militären Johannes Jodl och dennes hustru Therese Baumgärtler. Jodl började vid 4:e bayerska fältartilleriregementet som officerskadett 1910. Han var brorson till filosofen Friedrich Jodl. Hans bror Ferdinand Jodl var stridssoldat under första världskriget och blev general under nazitiden, och tjänstgjorde även i andra världskriget. Han blev fänrik 1912, stred under första världskriget som artilleriofficer både på västfronten och östfronten, tilldelades 1918 Järnkorset av första klassen, kvalificerade sig för generalstabstjänstgöring och upptogs efter kriget i Reichswehr, den tyska försvarsmakten 1921–1935. Jodl blev 1932 major i operationsavdelningen i Truppenamt, den tyska arméns dåvarande motsvarighet till generalstab. När Reichswehr 1935 övergick i Wehrmacht utnämndes han till chef för den nya avdelningen för nationellt försvar inom krigsministeriet (Abteilung Landesverteidigung im Reichskriegsministerium). I februari 1938 blev Jodl chef för operationsavdelningen (Chef des Wehrmachtführungsamtes) inom den tyska krigsmaktens överkommando (OKW). Från oktober 1938 till augusti 1939 var Jodl kommenderad till Wien (Artilleri-Kommandeur 44) och befordrades 1 april 1939 till generalmajor.

### Andra världskriget
Kort före andra världskrigets utbrott beordrades han till Berlin för att åter bli chef för operationsavdelningen. I augusti 1940 fick hans avdelning det nya namnet Wehrmachtführungsstab, operationsstab. Den blev en stab utan befälsrätt och fanns inom OKW som en förvaltningsavdelning som tog emot och bearbetade nyheter och rapporter från fronten och verkställde order från Adolf Hitler. Jodl var chef för denna operationsstab (Chef des Wehrmachtführungsstabes im OKW) fram till krigets slut. På uppdrag av Karl Dönitz var han en av undertecknarna av de tyska styrkornas ovillkorliga kapitulation 7 maj 1945 i det allierade högkvarteret i Reims i Frankrike. Jodl arresterades av engelsmännen 23 maj 1945 tillsammans med Dönitz och dennes regering.

### Tysklands kapitulation

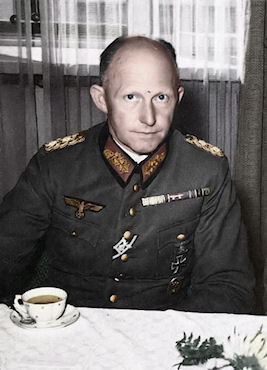
Alfred Jodl

Alfred Jodl skrev under alla tyska truppers ovillkorliga kapitulation på alla fronter klockan 01.41 morgonen den 7 maj 1945, men kapitulationen trädde officiellt inte i kraft förrän kl 00.01 den 9 maj 1945. Däremellan tvingades dock OKW-chefen Wilhelm Keitel att inför Sovjetunionen underteckna ett dokument med likartad betydelse inför Sovjetunionen i Karlshorst utanför Berlin den 8 maj.  
Jodl var under hela andra världskriget Hitlers stabschef för krigsmaktens överkommando OKW (Oberkommando der Wehrmacht), och var som sådan en av Hitlers närmaste rådgivare. 

### Nürnbergprocessen
Efter andra världskriget åtalades Jodl inför den Internationella militärtribunalen i Nürnberg; han åtalades för planerande av anfallskrig, brott mot freden, krigsförbrytelser och brott mot mänskligheten. I sitt slutanförande inför rätten den 31 augusti 1946 försvarade Jodl den tyska krigsmaktens agerande.
| ”                                   | I ett krig som detta där bombmattorna dödade hundratusentals kvinnor och barn och där partisanerna utnyttjade alla till buds stående medel för att nå sina mål, kan jag inte se att hårda åtgärder, ens när de kan synas tvivelaktiga enligt folkrätten, är ett brott mot moralen och samvetet. Eftersom jag anser att plikten mot ens folk och fosterland står över allt annat var det min viktigaste skyldighet och en ära att uppfylla denna plikt. Det är jag stolt över. I en lyckligare framtid hoppas jag emellertid att denna plikt ska ersättas av en som är högre: ett ansvar för mänskligheten. | „ |
| – Alfred Jodl, den 31 augusti 1945. | |   |

Tribunalen befann Jodl vara skyldig enligt samtliga fyra åtalspunkter och dömde honom till döden genom hängning. Domen var dock omstridd. Den franske huvuddomaren, Henri Donnedieu de Vabres, ansåg att straffet i Jodls fall var för strängt. Jodl bad, i likhet med Keitel, att som soldat få bli arkebuserad istället för hängd, men begäran avslogs. Jodls sista ord vid galgen var: ”Jag hälsar dig, mitt Tyskland”. Efter avrättningen fotograferades Jodls döda kropp. Senare samma dag transporterades hans kropp jämte de andra avrättades samt Görings till ett hus vid Heilmanstrasse i München-Solln, som amerikanska armén hade använt som bårhus. Allierade myndigheter inspekterade kropparna, varefter dessa kremerades. Askan ströddes i den närbelägna bäcken Conwentzbach, ett biflöde till Isar.

## Postum rehabilitering och frikännande
En domstol i München upphävde den 2 mars 1953 militärtribunalens dom mot Jodl. Jodl hade enligt domstolen inte begått brott mot mänskligheten, emedan han endast handhaft militärstrategiska frågor. Fallet hade drivits av Jodls hustru Luise. Domslutet var dock unilateralt från västtysk sida och avvisades kort därefter av den amerikanske överkommissarien i Tyskland.

## Befordringshistorik
| Datum             | Tjänstegrad            |
| ----------------- | ---------------------- |
| 10 juli 1910      | Fänrik                 |
| 28 oktober 1912   | Löjtnant               |
| 14 januari 1921   | Överlöjtnant           |
| 28 september 1921 | Kapten                 |
| 1 februari 1931   | Major                  |
| 1 oktober 1933    | Överstelöjtnant        |
| 1 augusti 1935    | Överste                |
| 1 april 1939      | Generalmajor           |
| 19 juli 1940      | Generallöjtnant        |
| 19 juli 1940      | General av artilleriet |
| 30 januari 1944   | Generalöverste         |

## Utmärkelser
Alfred Jodls utmärkelser
- Riddarkorset av Järnkorset[10]
  - Riddarkorset: 7 maj 1945
  - Eklöv: 7 maj 1945
- Järnkorset av andra klassen: 20 november 1914
- Järnkorset av första klassen: 3 maj 1918
- Prinzregent Luitpold-Medaille
- Kungliga bayerska militärförtjänstorden av fjärde klassen med svärd
- Militärförtjänstkorset av tredje klassen med krigsdekoration
- Såradmärket i svart: 1918
- Tyska riksidrottsutmärkelsen
- Ärekorset (Ehrenkreuz für Frontkämpfer)
- Wehrmachts tjänsteutmärkelse av första, andra, tredje och fjärde klassen
- Anschlussmedaljen (Medaille zur Erinnerung an den 13. März 1938)
- Sudetenlandmedaljen (Medaille zur Erinnerung an den 1. Oktober 1938)
- Tilläggsspänne till Järnkorset av andra klassen: 30 september 1939
- Tilläggsspänne till Järnkorset av första klassen: 23 december 1939
- Frihetskorsets orden av första klassen med stjärna och svärd: 25 mars 1942
- NSDAP:s partitecken i guld: 30 januari 1943
- Mikael den tappres orden av tredje klassen: 23 december 1943
- Mikael den tappres orden av andra klassen: 23 december 1943
- Såradmärket i svart: 20 juli 1944